# Pressath
Pressath – miasto w Niemczech, w kraju związkowym Bawaria, w rejencji Górny Palatynat, w regionie Oberpfalz-Nord, w powiecie Neustadt an der Waldnaab, siedziba wspólnoty administracyjnej Pressath. Leży w Lesie Czeskim, około 17 km na północny zachód od Neustadt an der Waldnaab, przy drodze B299, B470 i linii kolejowej Weiden in der Oberpfalz – Bayreuth.

## Dzielnice
W skład miasta wchodzą cztery dzielnice: Dießfurt, Hessenreuth, Pressath i Riggau.

## Demografia
| Rok  | Liczba mieszk. |
| 1970 | 4947           |
| 1987 | 4572           |
| 2000 | 4666           |

## Polityka
W radzie miasta zasiada 16 radnych:
- CSU 8 miejsc
- SPD 6 miejsc
- Wolny Blok Wyborczy 2 miejsca

### Współpraca
Miejscowość partnerska:
- Hortobágy, Węgry

## Zabytki
- Dom Ojczyzny (Haus der Heimat), muzeum
- zamek Weihersberg (w prywatnym posiadaniu)
- zamek Dießfurth
- Kościół pw. św. Jerzego (St. Georg)
- Kościół pw. św. Szczepana (St. Stephanus)
- stary park